# Unplugged: The Complete 1991 and 2001 Sessions
Unplugged: The Complete 1991 and 2001 Sessions és un àlbum de directe de la banda estatunidenca R.E.M..
L'àlbum està format per dues actuacions de la banda realitzades en el programa de televisió MTV Unplugged. Es va publicar inicialment en vinil mitjançant Rhino Records pel Record Store Day de l'any 2014, i posteriorment també estigué disponible en format CD i digitalment. Per a la seva promoció, Mike Mills va signar còpies en la botiga de discs independent Bull Moose de Scarborough (Maine). El videoclip dels concerts es va llançar un any després a REMTV.

## Llista de cançons
Totes les cançons foren escrites i compostes per Bill Berry, Peter Buck, Mike Mills i Michael Stipe, excepte les indicades. 
| 1.            | «Half a World Away»                                         |               | Out of Time                             | 3:58  |
| 2.            | «Disturbance at the Heron House»                            |               | Document                                | 3:47  |
| 3.            | «Radio Song»                                                |               | Out of Time                             | 4:19  |
| 4.            | «Low»                                                       |               | Out of Time                             | 5:09  |
| 5.            | «Perfect Circle»                                            |               | Murmur                                  | 4:13  |
| 6.            | «Fall on Me»                                                |               | Lifes Rich Pageant                      | 3:21  |
| 7.            | «Belong»                                                    |               | Out of Time                             | 4:30  |
| 8.            | «Love Is All Around»                                        | Reg Presley   |                                         | 3:22  |
| 9.            | «It's the End of the World as We Know It (And I Feel Fine)» |               | Document                                | 4:36  |
| 10.           | «Losing My Religion»                                        |               | Out of Time                             | 4:53  |
| 11.           | «Pop Song 89»                                               |               | Green                                   | 3:28  |
| 12.           | «Endgame»                                                   |               | Out of Time                             | 3:41  |
| 13.           | «Fretless»                                                  |               | banda sonora Until the End of the World | 5:33  |
| 14.           | «Swan Swan H»                                               |               | Lifes Rich Pageant                      | 3:00  |
| 15.           | «Rotary Eleven»                                             |               | Losing My Religion                      | 1:48  |
| 16.           | «Get Up»                                                    |               | Green                                   | 2:53  |
| 17.           | «World Leader Pretend»                                      |               | Green                                   | 4:57  |
| Durada total: | Durada total:                                               | Durada total: | Durada total:                           | 67:28 |

| 18.           | «All the Way to Reno (You're Gonna Be a Star)» | Buck, Mills, Stipe                   | Reveal                   | 4:27  |
| 19.           | «Electrolite»                                  |                                      | New Adventures in Hi-Fi  | 4:05  |
| 20.           | «At My Most Beautiful»                         | Buck, Mills, Stipe                   | Up                       | 3:25  |
| 21.           | «Daysleeper»                                   | Buck, Mills, Stipe                   | Up                       | 3:12  |
| 22.           | «So. Central Rain (I'm Sorry)»                 |                                      | Reckoning                | 4:05  |
| 23.           | «Losing My Religion»                           |                                      | Out of Time              | 4:43  |
| 24.           | «Country Feedback»                             | Berry, Buck, Mills, Stipe, Bob Dylan | Out of Time              | 5:25  |
| 25.           | «Cuyahoga»                                     |                                      | Lifes Rich Pageant       | 4:30  |
| 26.           | «Imitation of Life»                            | Buck, Mills, Stipe                   | Reveal                   | 4:12  |
| 27.           | «Find the River»                               |                                      | Automatic for the People | 3:59  |
| 28.           | «The One I Love»                               |                                      | Document                 | 3:33  |
| 29.           | «Disappear»                                    | Buck, Mills, Stipe                   | Reveal                   | 4:00  |
| 30.           | «Beat a Drum»                                  | Buck, Mills, Stipe                   | Reveal                   | 4:27  |
| 31.           | «I've Been High»                               | Buck, Mills, Stipe                   | Reveal                   | 3:20  |
| 32.           | «I'll Take the Rain»                           | Buck, Mills, Stipe                   | Reveal                   | 5:36  |
| 33.           | «Sad Professor»                                | Buck, Mills, Stipe                   | Up                       | 4:29  |
| Durada total: | Durada total:                                  | Durada total:                        | Durada total:            | 67:28 |

## Crèdits
R.E.M.
- Bill Berry – conga, pandereta, veus addicionals
- Peter Buck – guitarra acústica, guitarra, mandolina
- Mike Mills – baix elèctric, veus addicionals, piano, òrgan
- Michael Stipe – cantant, disseny artístic

Músics addicionals
- Peter Holsapple – guitarra, òrgan
- Scott McCaughey – piano, guitarra, vibràfon, veus addicionals
- Ken Stringfellow – piano, guitarra, veus addicionals
- Joey Waronker – bateria, percussió

Tècnics
- Chris Bellman – masterització
- Chris Bilheimer – disseny paqueteria
- Jamie Candiloro – enginyeria d'àudio
- Carol Field – direcció artística
- Todd Kilponen – enginyeria
- Scott Litt – enginyeria
- Pat McCarthy – supervisió d'àudio supervision, remescles
- Tom McPhillips – disseny de producció
- Joe O'Herlihy – enginyeria
- David Vanderhayden – mescles